# 雑賀ユキト
雑賀 ユキト（さいか ゆきと）は、日本の俳優。身長は175cm、バスト81cm、ウェスト74cm、ヒップ95cm、靴サイズ27.5cmである。エヌフォース所属。

## 出演歴

### テレビ

#### 日本テレビ系列
- いつみても波瀾万丈
- GOOD LOCKIN' CLUB

#### テレビ東京系列
- エリートヤンキー三郎 － 三郎軍団員 役

### Vシネマ
- 修羅之魂

| スタブアイコン | サブスタブ | この項目は、まだ閲覧者の調べものの参照としては役立たない、俳優（男優・女優）に関連した書きかけの項目です。この項目を加筆・訂正などしてくださる協力者を求めています（P:映画/PJ芸能人）。 |